# Třída Dido
Třída Dido byla třída protiletadlových křižníků Royal Navy, přijatých do služby v letech 1940–1944. Třídu tvořilo celkem 16 jednotek, postavených ve dvou skupinách. Všechny křižníky této třídy se účastnily druhé světové války, pět jich bylo v bojích zničeno. Většina přeživších lodí byla vyřazena v průběhu 50. let. Nový Zéland měl v letech 1946–1967 zapůjčeny tři křižníky této třídy a jeden další v letech 1957–1982 provozoval Pákistán.

## Pozadí vzniku

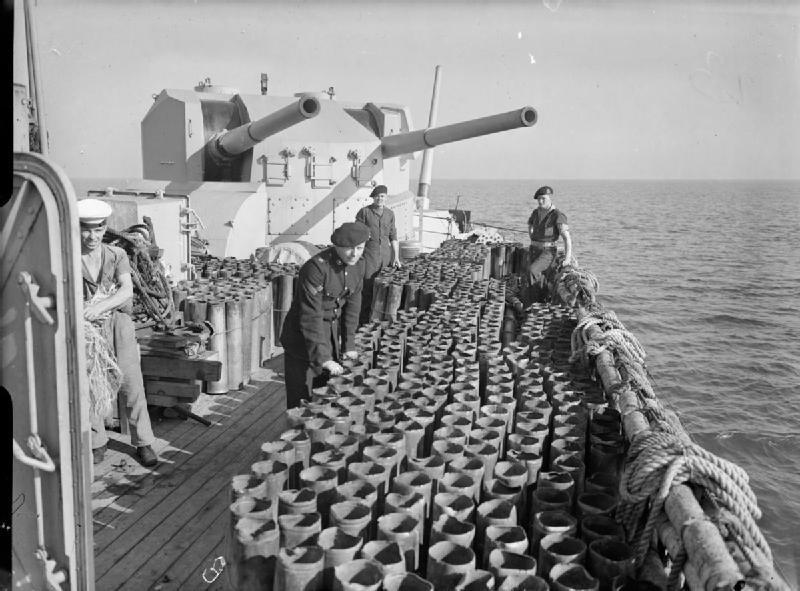
133mm kanóny křižníku HMS Sirius

Vývoj třídy Dido reagoval na potřebu získat rychlá doprovodná plavidla, která by byla schopna účinně bojovat proti menším hladinovým lodím a letadlům. Konstrukce trupu byla převzata z britských lehkých křížníků třídy Arethusa. Na něj byly osazeny dvoudělové věže nesoucí dvouúčelové poloautomatické 133mm kanóny. Věže stejného typu nesly rovněž bitevní lodě třídy King George V.
Celkem bylo, ve dvou skupinách, postaveno 16 jednotek této třídy. První skupina křižníků třídy Dido čítala 11 jednotek, pojmenovaných Argonaut, Bonaventure, Charybdis, Cleopatra, Dido, Euryalus, Hermione, Naiad, Phoebe, Scylla a Sirius. Jejich stavba proběhla v letech 1939–1942, přičemž do služby byly zařazeny v letech 1940–1942. Jejich základní provedení bylo s pěti dělovými věžmi, kvůli jejich pomalé dodávce nesla dvě plavidla (Dido, Bonaventure, Phoebe) o věž méně a dvě další (Scylla, Charybdis) dostala odlišnou hlavní výzbroj.
Druhá pětičlenná skupina třídy Dido, tvořená křižníky Bellona, Black Prince, Diadem, Royalist a Spartan, do služby vstoupila v letech 1943–1944. Druhá skupina měla větší výtlak, jinak tvarované nástavby a nesla pouze čtyři hlavní dělové věže.
Jednotky třídy Dido:
| Jméno        | Podtřída | Loděnice                   | Založení kýlu      | Spuštění na vodu  | Přijetí do služby  | Status                                                               |
| ------------ | -------- | -------------------------- | ------------------ | ----------------- | ------------------ | -------------------------------------------------------------------- |
| Argonaut     | Dido     | Cammell Laird, Birkenhead  | 21. listopadu 1939 | 6. září 1941      | 8. srpna 1942      | Prodán do šrotu 1955.                                                |
| Bonaventure  | Dido     | Scotts                     | 30. srpna 1937     | 19. dubna 1939    | 24. května 1940    | Dne 31. března 1941 potopen dvěma toprédy z italské ponorky Ambra.   |
| Charybdis    | Dido     | Cammell Laird, Birkenhead  | 9. listopadu 1938  | 17. září 1940     | 3. prosince 1941   | Dne 23. října 1943 potopen německými torpédovkami T23 a T27.         |
| Cleopatra    | Dido     | Hawthorn Leslie, Hebburn   | 5. ledna 1939      | 27. března 1940   | 5. prosince 1941   | Prodán do šrotu 1958.                                                |
| Dido         | Dido     | Cammell Laird, Birkenhead  | 20. října 1937     | 18. července 1939 | 30. září 1940      | Prodán do šrotu 1958.                                                |
| Euryalus     | Dido     | Chatham Dockyard           | 21. října 1937     | 6. června 1939    | 30. června 1941    | Prodán do šrotu 1959.                                                |
| Hermione     | Dido     | A. Stephens, Glasgow       | 6. října 1937      | 18. května 1939   | 25. března 1941    | Dne 16. června 1942 potopen německou ponorkou U-205.                 |
| Naiad        | Dido     | Hawthorn Leslie, Hebburn   | 26. srpna 1937     | 3. února 1939     | 24. července 1940  | Dne 11. března 1942 potopen u Kréty německou ponorkou U-565.         |
| Phoebe       | Dido     | Fairfield, Govan           | 2. září 1937       | 25. března 1939   | 30. září 1940      | Prodán do šrotu 1956.                                                |
| Scylla       | Dido     | Scotts, Greenock           | 19. dubna 1939     | 24. července 1940 | 12. června 1942    | V červnu 1944 těžce poškozen minou, neopraven. Prodán do šrotu 1950. |
| Sirius       | Dido     | Portsmouth Dockyard        | 6. dubna 1938      | 18. září 1940     | 6. května 1942     | Prodán do šrotu 1959.                                                |
| Bellona      | Bellona  | Fairfield, Govan           | 30. listopadu 1939 | 29. září 1942     | 29. října 1943     | V letech 1948–1956 provozován Novým Zélandem. Prodán do šrotu 1959.  |
| Black Prince | Bellona  | Harland & Wolff, Belfast   | 2. listopadu 1939  | 27. srpna 1942    | 20. listopadu 1943 | V letech 1946–1961 provozován Novým Zélandem. Prodán do šrotu 1962.  |
| Diadem       | Bellona  | Hawthorn Leslie, Hebburn   | 15. prosince 1939  | 26. srpna 1942    | 6. ledna 1944      | V letech 1959–1982 provozován Pákistánem jako Babur (C84).           |
| Royalist     | Bellona  | Scotts, Greenock           | 21. března 1940    | 30. května 1942   | 10. září 1943      | V letech 1956–1967 provozován Novým Zélandem. Prodán do šrotu 1968.  |
| Spartan      | Bellona  | Vickers-Armstrongs, Barrow | 21. prosince 1939  | 27. srpna 1942    | 10. srpna 1943     | Dne 29. ledna 1944 potopen u Anzia německou kluzákovou pumou Hs 293. |

## Konstrukce

### PodtřídaDido

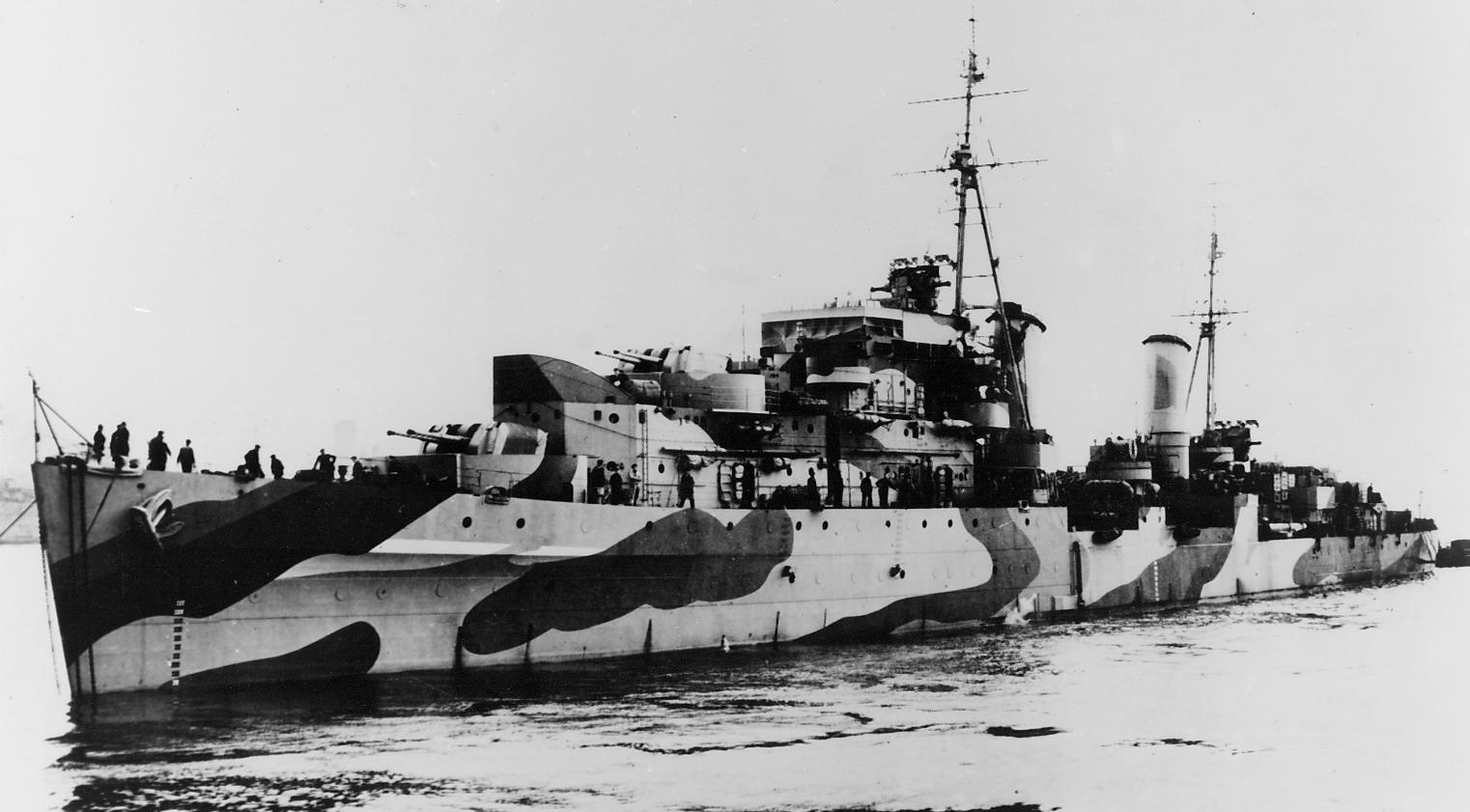
HMS Charybdis

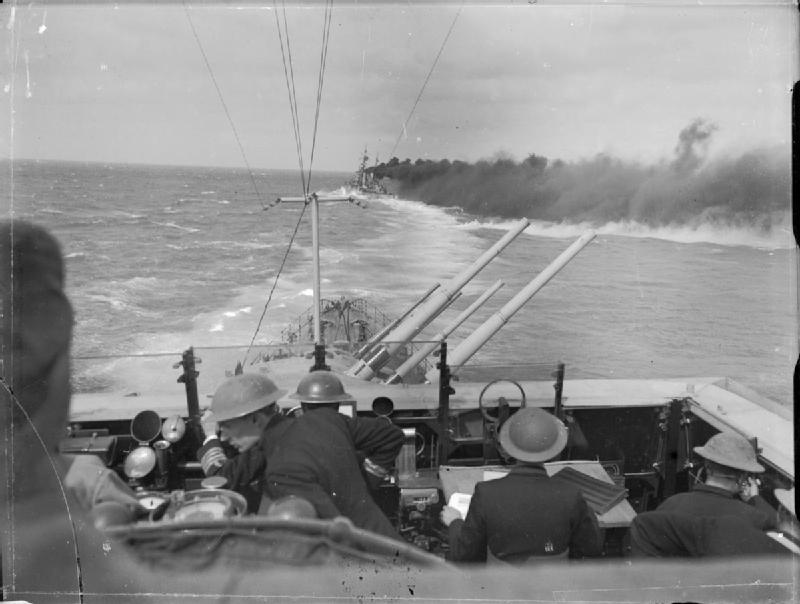
Posádka křižníku HMS Euralius v druhé bitvě u Syrty. V pozadí je vidět jeho sestrská loď HMS Cleopatra pokládající kouřovou clonu.

Výzbroj jednotlivých plavidel se lišila. Základní konfigurace byla deset 133mm/50 kanónů QF Mk.I v pěti dvoudělových věžích (tři na přídi a dvě na zádi), dva čtyřhlavňové 40mm kanóny a dva trojhlavňové 533mm torpédomety. Křižníky Dido, Bonaventure, Phoebe nesly o jednu dvoudělovou věž méně. Na páté pozici byl jeden 102mm kanón QF Mk.V. Křižníky Scylla a Charybdis dostaly kvůli nedostatku věží odlišnou hlavní výzbroj v podobě osmi 114mm/45 kanónů QF Mk.III ve dvouhlavňové lafetaci. Lehké pancéřování chránilo především pohonný systém plavidel a sklady munice. Pohonný systém tvořily čtyři tříbubnové kotle Admiralty a čtyři turbínová soustrojí Parsons o výkonu 62 000 hp, pohánějící čtyři lodní šrouby. Nejvyšší rychlost dosahovala 32,2 uzlu. Dosah byl 5560 námořních mil při rychlosti 15 uzlů.

### PodtřídaBellona
Křižníky měly stejný trup a pohonný systém. Vizuálně se lišily rovnými komíny a stěžni. Jejich základní výzbroj představovalo osm 133mm/50 kanónů QF Mk.I ve čtyřech dělových věžích, tři čtyřhlavňové 40mm kanóny a dva trojhlavňové 533mm torpédomety. Nejvyšší rychlost mírně poklesla na 32 uzlů. Dosah byl 5100 námořních mil při rychlosti 15 uzlů.

### Modifikace
V průběhu bylo průběžně upravováno složení výzbroje. Například křižník Dido měl v roce 1941 plnou konfiguraci s pěti dělovými věžmi (102mm kanón byl odstraněn), přičemž jeho výzbroj posílilo ještě pět 20mm kanónů v jednohlavňové lafetaci. Naopak na původně pětivěžových křižnících Cleopatra, Argonaut a Euralius byla v letech 1943–1944 jedna věž demontována. Jinak se měnilo především složení lehké výzbroje.

## Operační služba

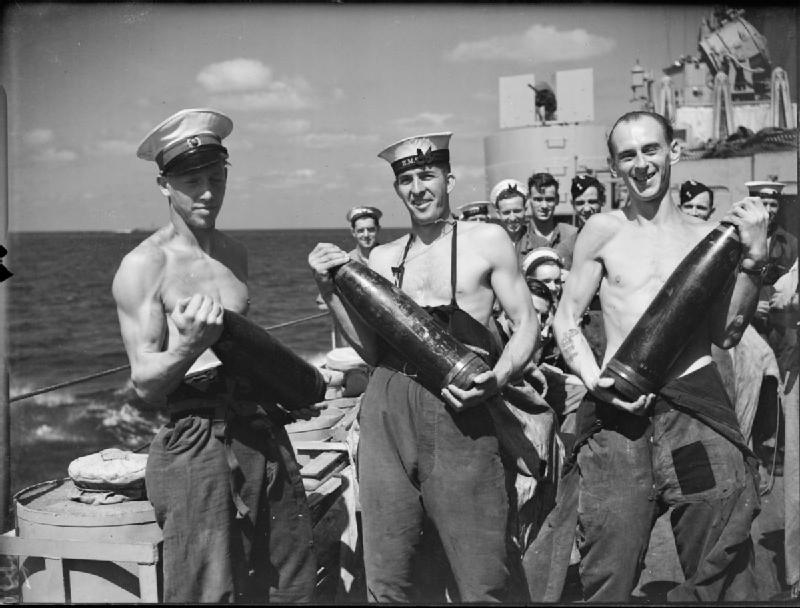
Posádka křižníku Euralius s náboji ráže 133 mm

Celou třídu čekalo intenzivní nasazení v druhé světové válce. Bojovaly například v bitvě u Matapanu, druhé bitvě u Syrty, při vylodění v Severní Africe či v bitvě o Okinawu V bojích bylo potopeno plných pět z nich. Křižník Bonaventure potopila 31. března 1941 italská ponorka Ambra. Naiad byl 11. března 1942 potopen u Kréty německou ponorkou U-565. Hermione se účastnil Operace Vigorous, když ho 16. června 1942 potopila německá ponorka U-205. Charybdis byl 23. října 1943 potopen německými torpédovkami T23 a T27. Spartan byl 29. ledna 1944 potopen u Anzia německou rádiem řízenou kluzákovou pumou Hs 293. Zároveň byl křižník Scylla v červnu 1944 těžce poškozen minou. Nebyl opraven a po válce byl sešrotován.

## Zahraniční uživatelé
Nový Zéland
- Novozélandské královské námořnictvo – od britského námořnictva mělo dlouhodobě zapůjčeny tři jednotky této třídy – Bellona, Black Prince a Royalist, kterými nahradilo křižníky třídy Leander HMNZS Achilles a HMNZS Leander. Všechny patřily k novější druhé skupině třídy Dido. Bellona sloužila k výcviku a roku 1956 byla vrácena do Velké Británie. Black Prince byl, až do svého vrácení roku 1961, vlajkovou lodí. Royalist sloužil v letech 1956–1967, pak byl vrácen.[5]

 Pákistán
- Pákistánské námořnictvo – v letech 1957–1982 provozovalo křižník Diadem, patřící do druhé skupiny třídy Dido. Křižník nesl jméno Babur (C84). Jeho výzbroj tvořilo osm 133mm kanónů, čtrnáct 40mm kanónů a šest 533mm torpédometů. Modernizována byla elektronika. Od roku 1961 využíván ve výcviku.[6]